# 911
911 (CMXI) fue un año común comenzado en martes del calendario juliano, en vigor en aquella fecha.

## Acontecimientos
- 14 de abril - El papa Sergio III muere en Roma después de un reinado de 7 años. Le sucede Anastasio III como el 120.º papa de la Iglesia Católica.
- 24 de septiembre - El rey Luis IV de Alemania (el Niño), el último gobernante de la dinastía carolingia, muere en Fráncfort después de un reinado de 11 años. Los duques francos orientales eligen Conrado I de Alemania en Forchheim como el rey de Francia Oriental. Carlos III de Francia es elegido como rey de Lotaringia. Conrado es elegido por la influencia del tutor de Luis y regente, Hatto I, arzobispo de Maguncia.
- 1 de octubre - en Constantinopla durante el asedio de la ciudad, los theotokos construyen la Iglesia de Santa María de Blanquerna.
- El rey Carlos III de Francia (el Simple) y Hrolf Ganger, líder de los vikingos, firman un acuerdo de paz (Tratado de Saint-Clair-sur-Epte). A cambio de su homenaje y conversión a cristianismo, Hrolf se convierte en vasallo y es nombrado duque de Normandía. Divide las tierras entre los ríos Epte y Risle entre sus jefes, y evita que cualquier otro vikingo que navegue por el Sena ataque Francia Occidental.[1]
- Los húngaros cruzan el Ducado de Baviera e invaden el Ducado de Suabia y Franconia. Saquean los territorios desde Minfeld a Aargau. Después de eso, cruzan el Rin y atacan Borgoña por primera vez.
- Los fatimíes comienzan la conquista del Emirato de Sicilia, sobre sus archirrivales, los aglabíes. El gobernador fatimí siciliano Ibn al-Khinzir ataca la costa sur de Italia (fecha aproximada).
- Muerte de Æthelred, señor de Mercia. Es enterrado en el priorato de San Oswaldo en Gloucester y es sucedido por su esposa, la princesa Æthelflæd, como dama de los Mercianos.  Su hermano, el rey Edward el Viejo insiste en tomar el control de Londres y Oxford.
- Se produce una rebelión bereber de Kutama contra el Califato fatimí. Los miembros de la tribu Kutama fueron anteriormente los principales partidarios del régimen chiita.[2]
- Turín y Casale son ocupadas por musulmanes. Se destruyen iglesias y bibliotecas.

## Nacimientos
- Elena Lecapena, emperatriz bizantina.
- Al-Hasan ibn Ali al-Kalbi, emir fatimí (f. 964)
- Fan Zhi, canciller de la dinastía Song (f. 964)
- Gozlin, conde de las Ardenas
- Minamoto no Shitagō, poeta waka japonés (f. 983)
- Pelayo, cristiano martirizado (f. 925)
- Willa de Toscana, reina consorte de Italia (fecha aproximada)
- Yelü Lihu, príncipe del Imperio Kitán (f. 960)

## Fallecimientos
- 28 de febrero - Abu Abdallah al-Shi'i, imam musulmán de la Shia
- 4 de abril - Liu Yin, gobernador de Han meridional (n. 874)
- 14 de abril - Sergio III, papa de la Iglesia Católica (n. 860)
- 26 de abril - Wifredo II Borrell, conde de Barcelona (n. 874)
- 19 de agosto - Al-Hadi ila'l-Haqq Yahya, líder religioso árabe (n. 859)
- 8 de noviembre - Luis IV de Alemania, rey de Francia Oriental y de Lotaringia (n. 893)
- Æthelred, señor de Mercia y esposo de Æthelflæd
- Burcardo I de Suabia, duque de Alemania (n.855)
- Ibn al-Rawandi, erudito musulmán y escritor persa (n. 827)
- Lu Yanchang, gobernador chino (jiedushi)
- Tecpancaltzin Iztaccaltzin, gobernante del Imperio Tolteca